# Alexandru Baltagă
Alexandru Baltagă (n. 14 aprilie 1861, Lozova, Imperiul Rus – d. 7 august 1941, Kazan, RSFS Rusă, URSS), canonizat sub numele de Sfântul Preot Mucenic Alexandru din Basarabia, a fost un preot ortodox basarabean.

## Biografie

### Educație, viață timpurie
S-a născut la 14 aprilie 1861, în comuna Lozova, județul Lăpușna, în familia preotului Ștefan Baltagă. După absolvirea școlii primare din satul natal, la 15 iunie 1883, a absolvit cu mențiune Seminarul Teologic de 10 clase din Chișinău, după care a lucrat doi ani ca pedagog la Școala Spirituală de băieți din capitala guberniei. A fost coleg de promoție cu Alexandru Ciugureanu, tatăl Prim-ministrului Daniel Ciugureanu. A fost hirotonit ca preot în 1886, pe seama parohiei Călărași, județul Lăpușna, cu hramul Sf. Alexandru Nevschi. Părintele a înfiat și crescut doi copii: Vsevolod și Margareta. În anii 1893-1895, 1898, 1902 și 1919-1925 conduce Congresele școlare ale Basarabiei și este ales, succesiv (din 1903 până în 1918), președinte al congreselor eparhiale anuale din Basarabia și între 8 martie 1905—1 decembrie 1926.

### Sfatul Țării și România Mare
Între 1918-1925 a fost membru ales al Comitetului Eparhial din Chișinău. Din 1925 a fost membru al Adunării Eparhiale a Arhiepiscopiei Chișinăului, iar din 1932 a devenit reprezentant eparhial în Congresul Național Bisericesc al Bisericii Ortodoxe Române.
Între 1922-1935, a activat în calitate de președinte al Consiliului de administrație al „Uniunii Clericilor ortodocși din Basarabia”. Membru în Sfatul Țării, Congresul eparhial de la Chișinău l-a desemnat ca reprezentant al preoțimii basarabene în Sfatul Țării, între 21 noiembrie 1917 și 27 noiembrie 1918.
În calitate de deputat în Sfatul Țării, la 27 martie 1918, votează pentru unirea Basarabiei cu Regatul Român. Pentru slujirea sa exemplară la altar, părintelui Baltagă i-au fost conferite mai multe distincții bisericești și laice. Este arestat noaptea și anchetat la Chișinău La 31 august 1940, organele NKVD trec la arestarea parintelui Baltagă, care tocmai oficia Sfânta Liturghie în Biserica Sfântul Alexandru din Călărași. A refuzat să se conformeze solicitării sovieticilor de a merge la unitatea NKVD, adăugând că se va pune la dispoziția lor numai după terminarea slujbei. Este arestat noaptea, luat din pat, neimbrăcat și dus la Chișinău, unde este anchetat în subsolurile sediului NKVD. Este anchetat de locotenentul Cerepanov, „anchetator superior al NKVD din RSSM”, fiind acuzat că „în anul 1918, având o atitudine dușmănoasa față de Rusia Sovietică, a participat activ în cadrul Sfatului Țării și a votat pentru instrainarea Basarabiei de Rusia sovietică și pentru unirea ei cu România [...]
În anii următori, fiind un cleric activ, a luptat contra mișcării revolutionare”, conform unui document, în limba rusă, aflat la dosarul întocmit de poliția politică sovietică în 1940-1941. Rudele părintelui susțin că, în timpul anchetei, părintele a trebuit să suporte presiunile fizice și psihice la care il supuneau anchetatorii sovietici, spunandu-i: „Arată-ne pe Dumnezeul tău!”, față de care părintele Alexandru a replicat: „Atunci când tu îmi arăți mintea ta, atunci ți-L arăt și eu pe Dumnezeul meu!”.
Părintele Baltaga este deportat în Kazan unde, la 7 august 1941, îndură moartea mucenicească.

## Canonizare
În octombrie 1995, Adunarea Eparhială a Mitropoliei Basarabiei a propus cercetarea vieții sale pentru canonizare. Sinodul Mitropoliei Basarabiei a anunțat in 2022 că Preotul Mărturisitor Alexandru Baltagă va fi canonizat în 2025.
În zilele de 11-12 iulie 2024, Sfântul Sinod al Bisericii Ortodoxe Române a aprobat canonizarea a 16 sfinți români, mari duhovnici și martiri din temnițele comuniste, printre care și părintele protoiereu Alexandru Baltagă. Proclamarea canonizării noilor sfinți va avea loc anul următor când Biserica Ortodoxă Română aniversează un secol de la recunoașterea statutului de Patriarhie.